# Stephan Matthias Lademann
Stephan Matthias Lademann (geboren in Meißen, Deutschland) ist ein deutscher Pianist und Hochschullehrer.
Lademann studierte an der Hochschule für Musik Carl Maria von Weber Dresden und ist überwiegend als Liedbegleiter aktiv. Er war Pianist von Diana Damrau, Edita Gruberová, Paul Armin Edelmann, Mathias Hausmann, Sibylla Rubens, Chen Reiss, Günther Groissböck, Daniela Fally, Peter Schreier und Siegfried Jerusalem.
Als Pianist gastierte er auf vielen renommierten Festivals und Bühnen: Alte Oper Frankfurt, Wiener Musikverein, KlangBogen Wien, Theater an der Wien, Schubertiade Schwarzenberg, Rheingau Musik Festival, Schleswig-Holstein Musik Festival, Kissinger Sommer, Münchner Opernfestspiele, Ludwigsburger Schlossfestspiele, Salzburger Festspiele, Semperoper Dresden, Berliner Philharmonie, Teatro de la Zarzuela Madrid, Auditorio Santiago de Compostela, Carnegie Hall New York und Teatro alla Scala Di Milano.
Verschiedene Tourneen mit Diana Damrau und Edita Gruberova führten ihn zu Konzertteilnahmen an der Wigmore Hall London, Staatsoper Unter den Linden, Laeiszhalle Hamburg und in der Philharmonie Luxembourg.
Seit 2009 konzentriert sich Lademann auf musikalisch-literarischen Projekten wie zum Beispiel mit Schauspielern wie Peter Matić, Sophie von Kessel, Ulrich Reinthaller und Angela Winkler. 2014 debütiert während einer Tournee mit León de Castillo in Lateinamerika in der mexikanischen Staatsoper Palacio de Bellas Artes und in der Sala Nezahualcóyotl in Mexiko-Stadt. Der Musikforscher Gerold Gruber organisierte dabei ein musikalisches Programm von Exil-Komponisten die nach Mexiko fliehen konnten: unter ihnen Marcel Rubin, Hanns Eisler, Egon Neumann, Paul Hindemith und Ruth Schönthal.
Seine Diskographie umfasst einen Live-Mitschnitt eines Konzerts im Rahmen der Salzburger Festspiele mit Diana Damrau im Jahr 2005, als auch Gustav Mahlers Des Knaben Wunderhorn in der originalen Klavierfassung. 
Er unterrichtet an der Universität für Musik und darstellende Kunst Wien, korrepetiert unter anderem in der Lied-Klasse von Robert Holl und ist Mitglied der Jury des Internationalen Johannes Brahms Wettbewerbs.